# The Fix
The Fix é o sétimo álbum de estúdio de Scarface e o seu primeiro na Def Jam Recordings. Scarface se tornou presidente da Def Jam South um ano antes do lançamento deste álbum, que foi altamente aclamado pela crítica, recebendo a rara nota de 5 microfones da revista The Source. Participações incluem Jay-Z, Nas, Faith Evans, e WC. Os produtores foram Mike Dean, Kanye West, Nottz, and the Neptunes. The Fix estreou na quarta posição do gráfico de posições Billboard 200 com 159.000 cópias vendidas na semana de lançamento, e acabou vendendo 614.177 cópias.
Em 2010, foi reportado pelo site Hiphopdx.com que Scarface estará gravando a sequência de The Fix, chamada The Habit.

## Recepção
| Críticas profissionais | Críticas profissionais |
| Avaliações da crítica  | Avaliações da crítica  |
| Fonte                  | Avaliação              |
| ---------------------- | ---------------------- |
| Allmusic               | link                   |
| Blender                | link                   |
| Entertainment Weekly   | (B+) link              |
| NME                    | (8/10) link            |
| Pitchfork Media        | (6.3/10) link          |
| Q                      | link                   |
| Rolling Stone          | link                   |
| The Source             | link                   |
| Spin                   | (8/10) link            |
| Vibe                   | link                   |

Em 2009, Pitchfork Media elegeu o álbum o 185º na sua lista Top 200 Albums of the 2000s.

## Lista de faixas
| #  | Título             | Duração | Compositores                                                               | Produtor(es)               | Cantor (es)                   |
| -- | ------------------ | ------- | -------------------------------------------------------------------------- | -------------------------- | ----------------------------- |
| 1  | "The Fix"          | 0:57    | B. Jordan, M. Dean                                                         | Mike Dean                  | *Interlude*                   |
| 2  | "Safe"             | 3:56    | B. Jordan, T. Hom, C. Reid                                                 | China Black                | Scarface                      |
| 3  | "In Cold Blood"    | 3:21    | B. Jordan, K. West, S. Moy, F. Long                                        | Kanye West                 | Scarface                      |
| 4  | "Guess Who's Back" | 4:15    | B. Jordan, K. West, S. Carter, D. Grant, M. Sutton, B. Sutton, T. DePierro | Kanye West                 | Scarface, Jay-Z, Beanie Sigel |
| 5  | "My Block"         | 3:34    | B. Jordan, N. Myrick, L. Stone, R. Flack, D. Hathaway, C. Mann             | Vinyl Touch                | Scarface                      |
| 6  | "Keep Me Down"     | 3:32    | B. Jordan, D. Lamb                                                         | Nottz                      | Scarface                      |
| 7  | "What Can I Do?"   | 4:06    | B. Jordan, T. Jones, K. Price                                              | T-Mix                      | Scarface, Kelly Price         |
| 8  | "In Between Us"    | 4:58    | B. Jordan, N. Jones, M. Dean, M. Sandlofer                                 | Scarface, Mike Dean, Lofey | Scarface, Nas                 |
| 9  | "Someday"          | 6:00    | B. Jordan, C. Hugo, P. Williams                                            | The Neptunes               | Scarface, Faith Evans         |
| 10 | "Sellout"          | 4:10    | B. Jordan, T. Jones                                                        | T-Mix                      | Scarface                      |
| 11 | "Heaven"           | 3:14    | B. Jordan, K. West, T. Jones, K. Price, R. Moore Jr.                       | T-Mix, Kanye West          | Scarface, Kelly Price         |
| 12 | "I Ain't the One"  | 4:11    | B. Jordan, W. Calhoun, T. Pizarro, F. Wilcox, L.L. Goldsmith, F. Webb      | Tony Pizarro, Flip         | Scarface, WC                  |
| 13 | "Fixed"            | 1:02    | B. Jordan, M. Dean                                                         | Mike Dean                  | *Interlude*                   |

## Samples
Safe
- "I've Got Nothing to Lose But the Blues" by Gwen McCrae

In Cold Blood
- "And This is Love" by Gladys Knight & the Pips
- "It Takes More" by Goapele

Guess Who's Back
- "Sunrise" by The Originals
- "Xplosive" by Dr. Dre

My Block
- "Be Real Black for Me" by Roberta Flack & Donny Hathaway

Keep Me Down
- "The Cuckoo" by Tom Rush

Heaven
- "That Heaven Kind of Feeling" by The Dramatics

I Ain't the One
- "I Ain't tha 1" by N.W.A

## Posições do álbum nas paradas
| Ano  | Álbum   | Posição       | Posição                |
| Ano  | Álbum   | Billboard 200 | Top R&B/Hip Hop Albums |
| ---- | ------- | ------------- | ---------------------- |
| 2002 | The Fix | 4             | 1                      |